# Volksrat (Syrien)

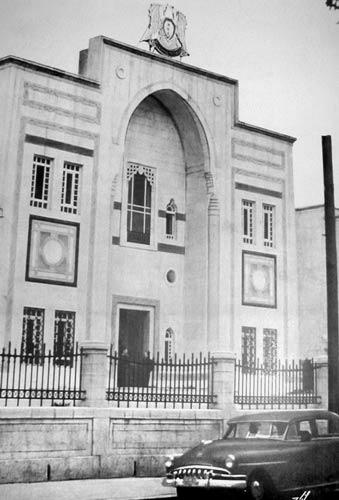
Das syrische Parlament in den 1950er Jahren

Der im Deutschen so genannte Volksrat (französisch Conseil du peuple, arabisch مجلس الشعب, DMG maǧlis aš-šaʿb) war von 1963 bis 2024 das Parlament im Einkammersystem Syriens. Die Syrische Übergangsregierung kündigte im Juli 2025 an, dass es im September 2025 eine Wahl zum Volksrat geben soll. Er tagte in der syrischen Hauptstadt Damaskus. Die in der Verfassung vorgegebene Rolle wurde aufgrund des Fehlens grundlegender rechtsstaatlicher Standards nicht wahrgenommen.
Die Syrische Übergangsregierung erklärte, dass während der Übergangszeit das Parlament aus 210 Abgeordneten bestehen wird, die für eine Amtszeit von 30 Monaten gewählt werden sollen. 140 der Abgeordneten sollen von regionalen Wahlgremien bestimmt werden, die restlichen 70 Sitze sollen durch den Übergangspräsidenten Ahmed al-Scharaa ernannt werden.

## Parlament bis 2024
In das syrische Parlament wurden bis 2024 250 Abgeordnete für jeweils vier Jahre gewählt. In der Verfassung Syriens war vorgesehen, dass 127 Sitze für Mitglieder der Arbeiterklasse vorgesehen waren. Diesen Anspruch erhob die Ba'ath-Partei. Das Parlament setzte sich somit zu 51 % aus Abgeordneten der Arbeiterklasse und zu 49 % aus Abgeordneten von allen anderen Gruppen zusammen. Im Parlament dominierte die als Koalition der Baath mit Blockparteien fungierende Nationale Progressive Front. Es herrschte daher de facto ein Einparteiensystem, da die Blockparteien durch die Nationale Progressive Front von der Baath-Partei abhängig waren.
Am 24. Mai 2012 wurde Muhammad Dschihad al-Lahham zum Parlamentspräsident gewählt. Seit dem 28. September 2017 war es der orthodoxe Christ Hammuda Sabbagh.
Nach dem Sturz von Baschar al Assad 2024 wurde das Parlament von der neuen HTS Regierung, für drei Monate suspendiert.
Der Volksrat wurde am 29. Januar 2025 vollständig aufgelöst, als die syrische Übergangsregierung Pläne zur Einrichtung eines Interimsrats ankündigte.

## Zusammensetzung
Die letzten Wahlen fanden am 15. Juli 2024 statt. Nach dem Sturz des Assad-Regimes am 8. Dezember 2024 wurde der Volksrat durch die Syrische Übergangsregierung für drei Monate suspendiert. Die nächste Wahl wird im September 2025 stattfinden. Im Folgenden ist die Sitzverteilung vor der Auflösung dargestellt.
| Partei                                                           | Anteil | Sitze | Innerh. |
| ---------------------------------------------------------------- | ------ | ----- | ------- |
| Nationale Fortschrittsfront                                      | 74 %   | 185   |         |
| - Arabisch-Sozialistische Baath-Partei                           | 74 %   | 185   | 169     |
| - Syrische Sozial-Nationalistische Partei                        | 74 %   | 185   | 3       |
| - Syrische Kommunistische Partei (Wisal-Farha-Bakdasch-Fraktion) | 74 %   | 185   | 2       |
| - Arabische Sozialistische Union                                 | 74 %   | 185   | 2       |
| - Sozialistische Unionisten                                      | 74 %   | 185   | 2       |
| - Syrische Kommunistische Partei (Yusuf-Faisal-Fraktion)         | 74 %   | 185   | 2       |
| - Bewegung Nationaler Pakt                                       | 74 %   | 185   | 2       |
| - Arabische Demokratische Unions Partei                          | 74 %   | 185   | 2       |
| - Demokratische Sozialistische Unions Partei                     | 74 %   | 185   | 1       |
| Unabhängige                                                      | 26 %   | 65    |         |
| Gesamt                                                           | 100 %  | 250   |         |
| Quelle: ntv                                                      |        |       |         |